# Château du Pradel
Le château du Pradel, institut Olivier de Serres, est un château situé en France au sud de Mirabel dans le département de l'Ardèche, en région Auvergne-Rhône-Alpes.
Il est inscrit au titre des monuments historiques depuis 1997.

## Localisation
Le château est situé sur la commune de Mirabel, dans le département français de l'Ardèche.

## Historique
Olivier de Serres, agronome protestant s'installe au Pradel, hameau de Mirabel, dont il fait une ferme modèle en 1578 après les guerres de Religion. C'est à celui-ci qu'on doit l'implantation de la soie en Ardèche. Le domaine, qui abrite la bibliothèque d'Olivier de Serres est détruit en 1628 lors de la reprise des places protestantes par Richelieu, sera reconstruit par son fils. Après 1920, il accueille l'école d'agriculture. Depuis 1990 il abrite un musée consacré à Olivier de Serres et à son œuvre.
L'édifice est inscrit au titre des monuments historiques depuis le 16 avril 1997 et labellisé Maisons des Illustres en 2012.

## Description
Il s'agit de l'ancienne demeure d'Olivier de Serres, illustre agronome de la Renaissance, dont il subsiste quatre pièces.